# هولتس کیرشن
هولتس کیرشن (به آلمانی: Holzkirchen) یک شهر در آلمان است که در بایرن واقع شده‌است.

## خصوصیات
هولتس کیرشن ۴۸٫۳۳ کیلومترمربع مساحت دارد ۶۹۱ متر بالاتر از سطح دریا واقع شده‌است.